# Grote Muur van Sloan

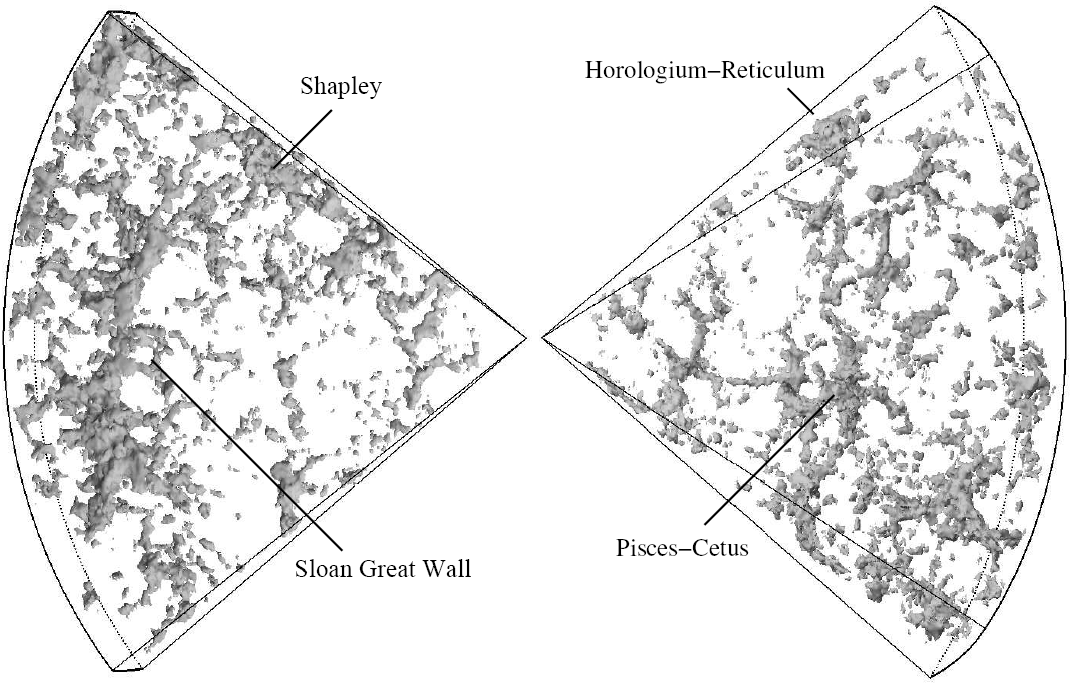
de Grote Muur van Sloan in de 2dF Galaxy Redshift Survey

De Grote Muur van Sloan is een draderig netwerk van honderden sterrenstelsels met een lengte van 1,37 miljard lichtjaar op een afstand van 1 miljard lichtjaar van de zon. De Muur van Sloan is ontdekt op 20 oktober 2003 door J. Richard Gott III en Mario Juric.
Er zijn tot nu toe maar twee andere muren bekend: de Grote Muur en de Grote Muur in Hercules–Corona Borealis. De Muur van Sloan is 3 keer groter dan de Grote Muur. Tussen de Muren liggen grote holtes, de zogenaamde voids.
De Muur van Sloan was tot januari 2013 (de ontdekking van de Huge Large Quasar Group) de grootst bekende structuur in het heelal.